# Cidade Vista Verde
Cidade Vista Verde é um bairro de São José dos Campos. Os loteamentos Floresta,  Vilaggio D'Antonini e '"Residencial Juscelino Kubitscheck'" ambos condomínios fechados, estão localizados dentro dos limites do bairro e podem ser considerados parte do mesmo.

## História
O bairro foi loteado em 1972, pela IBECASA, empresa americana que decidiu investir em São José dos Campos a convite do ex-prefeito Brigadeiro Sérgio Sobral de Oliveira.
Denominado como Cidade Vista Verde, o bairro aos poucos foi recebendo infraestrutura de serviços. Segundo dados da SAVIVER (Sociedade Amigos da Cidade Vista Verde), ao receberem as casas com árvores plantadas e gramados, os proprietários eram avisados do padrão estabelecido para o bairro, ou seja, não colocar muros ou grades na frente das residências, pois a ideia da IBECASA era criar um bairro com padrões residenciais americanos.
Mas a ideia não vingou pela falta de segurança na região. No início do bairro, foi criado o Clube Vista Verde para garantir entretenimento entre os moradores. Até hoje, o clube desenvolve atividades esportivas e recreativas.
Em 1974 foi inaugurado o centro comercial. Nesse mesmo ano a REVAP (Refinaria Henrique Lage) estava em construção. São tantas histórias e personagens importantes da charmosa Vista Verde que transforma o bairro em um local disputado para se morar, e hoje, é um dos bairros mais procurados em São José.
Vista Verde foi o primeiro bairro a ter uma antena coletiva com sistema de cabos subterrâneos, sendo a primeira comunidade a adotar o sistema na América do Sul.

## Características
O Cidade Vista Verde foi projetado para ser um bairro de classe alta similar a subúrbios norte-americanos, sem muros e com elevado grau de arborização. Por necessidade de segurança, os muros (e condomínios fechados) eventualmente seriam erguidos, mas o bairro possui ainda um número excelente de áreas verdes, incluindo praças e passeios para pedestres.
O bairro possui um centro comercial projetado, localizado na Rua Argentina. Além dele, a Av. Pedro Friggi, na divisa com o bairro Jardim Motorama (ao norte), contém também uma boa diversidade de comércio e serviços. Na divisa com o bairro Jardim São Vicente (ao leste) há um supermercado Nagumo.